# 劉培
刘培，直隸省永平府樂亭縣人，清朝政治人物、同進士出身。
光绪十二年丙戌科（1886年），登進士。同年五月，著以内阁中书，升翰林院侍读，总理衙门协修官。